# Willy Bille
Willy Bille, född 12 april 1888 i Köpenhamn, död 7 juni 1940, var en dansk skådespelare. Hon var först gift med skådespelaren Svend Bille och senare med teaterchefen för Casino teatern Paul Fjeldgaard.  
Bille scendebuterade 1910 på Dagmarteatret och var senare engagerad vid Casino 1911-1912, Aarhus Teater 1912-1917, Betty Nansen Teatret 1917-1921 och från 1921 på Dagmarteatret.

## Filmografi (urval)
- 1938 - Livet paa Hegnsgaard
- 1937 - Plat eller krone
- 1932 - Han, hun og Hamlet